# 金刺部氏
金刺氏（かなさしし）は、日本の古代氏族の一つ。

## 概要
金刺氏は磯城島金刺宮朝に遷都した欽明天皇に、御名代・舎人として出仕し、宮名の一部である「金刺」を自分達の氏の名前に負ったと考えられている。
『古事記』の国譲り神話の部分にのみ登場する建御名方神について、『諏訪市史』では、科野国造の後裔である金刺氏が、始祖（神八井耳命）を同じくする系譜を持つ太安万侶に働きかけ、建御名方神についての神話を挿入させたとする。
「創作された神」であると考えられる建御名方神が、本来の諏訪における神（『日本書紀』持統天皇紀に見える水神としての「須波神」）に代わって信仰を集めるようになった理由を、6世紀に欽明天皇に仕え氏族として成立した金刺舎人氏が、6世紀後半に諏訪を支配するようになって以降、守矢氏と共同で祭祀を行ない、その地位を高め、それを示すのが建御名方神の神階昇叙であると仮定した。加えて、金刺舎人氏は多氏と同族であり、太安万侶を通じて『古事記』に建御名方神の神話を書かせ、壬申の乱で騎兵を率いた多品治も、信濃国で馬を飼育していた金刺舎人氏と接近し、朝廷と金刺舎人氏を結びつける役割を担ったという。
奈良時代から平安時代初期の信濃の地方政治は、金刺部舎人氏や他田部舎人氏の活動を中心に繰り広げられたと見られ、伊那・諏訪・筑摩・水内・埴科・小県の各郡の郡司を占める。信濃の郡司を代表する人物に伊那郡大領金刺舎人八麻呂がいる。郡司の子弟として平城京に出仕していた際に藤原仲麻呂の乱（764年）が起こり、孝謙上皇の側で乱の鎮圧に功績が認められたと見られ翌年に外従五位下・勲六等の位が与えられた。また伊那郡の郡司は信濃国内に置かれた内厩寮直轄の御牧全体を統括する責任者（牧主当）でもあった。伊那郡や諏訪郡には、信濃国の御牧16牧のうち5牧があり、御牧が南信地域に多く置かれていたことがわかる。文献の面では、少なくとも奈良時代末期から金刺舎人氏が、馬によって中央との関係を持っていたことが知られている。金刺氏と馬は切り離し難い関係にあり、彼らが中央他のつながりを持つ際の手段の一つであったと考えられている。
また、金刺氏のうち、水内郡の郡司となった一族は、善光寺の創建に関わっており、水内郡南半の、裾花川沿いの芋井郷（現在の長野市南俣や上高田周辺）を拠点にしたとする説がある。
貞観4年（862年）には信濃国埴科郡大領金刺舎人正長が小県郡権少領他田舎人藤雄と共に外従五位下に叙された。翌年には右近衛将監金刺舎人貞長が太朝臣への改姓が許され、その弟貞継は八色の姓で宿禰を賜与された。さらに貞長は、翌年には長田（他田）直利世と共に外従五位下に序され、3年後には三河の介に任ぜられている。しかし、彼らの名はその後諏訪大社特に下社神官として残り政治の舞台からは遠のく。屋代木簡の中には5月20日の日付で稲取人である金刺舎人若麿らに対して埴科郡家の正倉から20束の稲を貸し与えた記述の物がある。
元慶3年（879年）に太皇太后の近侍として従五位下に叙された太朝臣平子は、「多朝臣」ではなく「太朝臣」であることから、太（金刺）貞長の一族であったと考えられる。
信濃国の金刺氏・金刺部
- 伊那郡
  - 金刺舎人八麻呂
大領、信濃国牧主当、外従五位下勲六等
- 諏訪郡
  - 金刺舎人貞長
右近衛将監、正六位上
- 水内郡
  - 金刺舎人連若嶋
女嬬、正七位下、外従五位下、従五位下
- 埴科郡
  - 金刺舎人正長
大領、外従七位上、借外従七位上
  - 金刺舎人真清
  - 金刺舎人小尼
  - 金刺舎人（欠名）
  - 金刺部若侶
  - 金刺部富止
  - 金刺部（欠名）

## 大祝本「神氏系図」に見える偽系譜
大祝本「神氏系図」の文章系図の前半にある、金刺氏の末裔を称した諏訪大社下社神官家が伝えたとされる科野国造関連の人名（健甕富命や諸日別命など）は、実際に古代から伝えられてきた系譜・人名ではなく、近世の諏訪大社下社社家が金刺氏の末裔であるというアイデンティティや系図そのものを確立するために、『先代旧事本紀』や『先代旧事本紀大成経』を参考にして近世以降に創作された。

## 金刺部

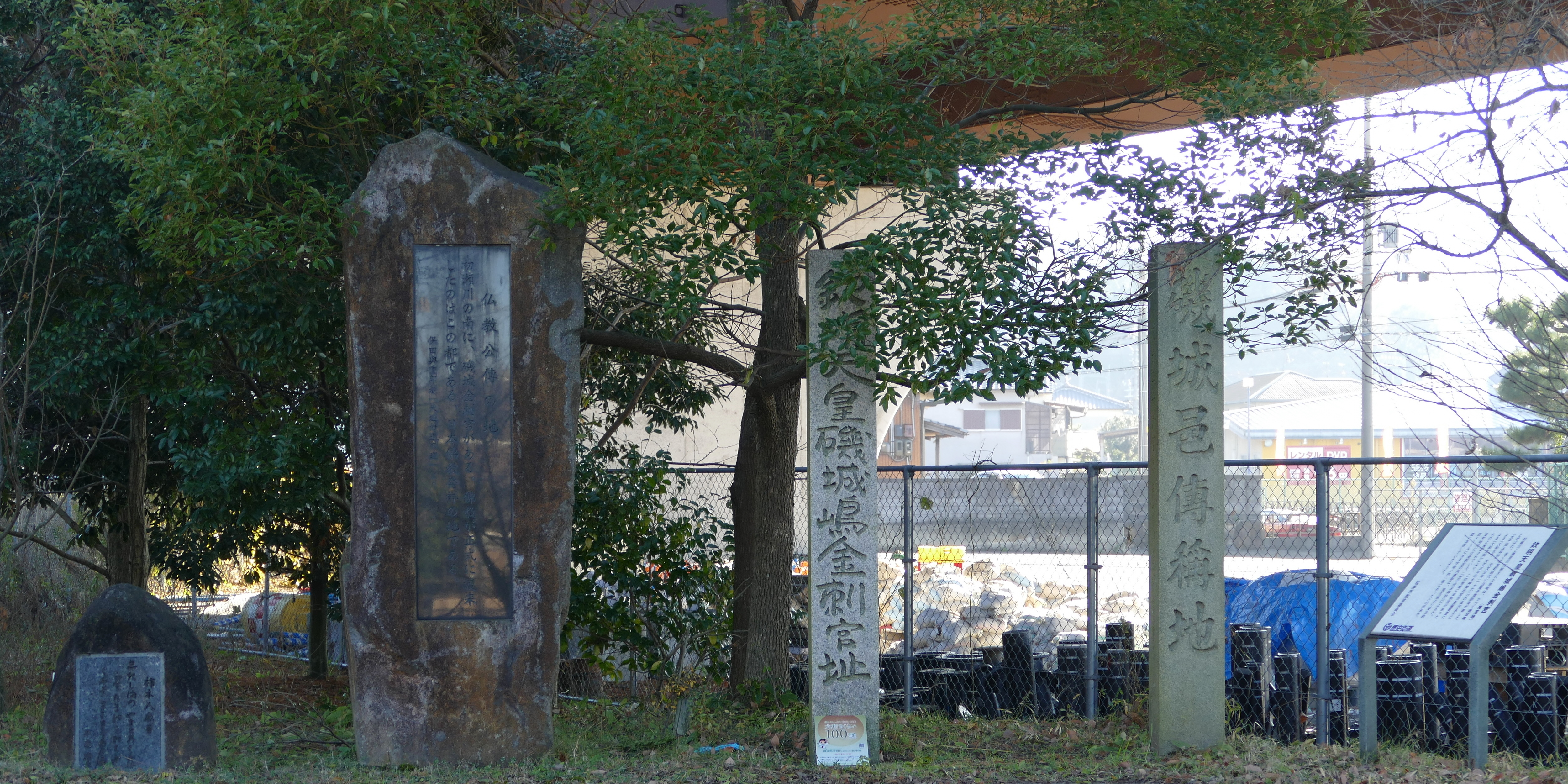
奈良県桜井市にある磯城島金刺宮の碑

起源は、部民制における名代の一つである金刺部にあるとされる。金刺部は欽明天皇の皇居であった磯城嶋金刺宮に由来し、その資用に充てられた料地等の管理に従事した人々である。

## 金刺舎人・金刺部の分布とその理由
金刺舎人や金刺部は、伊豆国の一例を除いて信濃国と駿河国に集中している。信濃と駿河は、古墳などからの馬具の出土例が集中する地域であり、馬の繁殖や育成を行うということは、ただ馬を朝廷に供給するというだけではなく、武装騎乗する騎馬兵力を供給するということでもある。舎人という職業やその性格を踏まえれば、6世紀中頃のヤマト王権は、政治機構を整えていく中で、信濃や駿河の馬の生産を掌握し、騎馬兵力を構成しうる地域の首長を舎人として体制内に編成したと考えられる。
これに対して、他田舎人や他田部は金刺よりも広範囲に分布しているが、これは、6世紀後半にはヤマト王権による編成の対象となる首長がより多くの地域に広がったことを表している。ただし、「他田舎人」という氏姓を有する人物は、若狭国の一例を除いて金刺舎人のように信濃と駿河に分布しており、他田舎人として編成された信濃や駿河の首長も、金刺舎人として編成された首長等と基本的に同様の目的で編成されていたと考えられる。
信濃に当時存在したのは中小首長達であったが、彼らがヤマト王権に編成されたのは、磐井の乱というヤマト王権の体制に関わる事件が発生したことによって、より強固な政治機構の整備が必要とされたことと、6世紀後半には、鉄製農具や新しい農業技術の流入や普及による農業生産力の発展によって、世帯共同体の成立が相次いでいたことが、大室古墳群のような群集墳が増えていることからわかり、従来からの中小首長（後の金刺舎人や他田舎人）に動揺を与え、そのために中小首長はヤマト王権の職制に組み込まれ、支配の正統性を主張し、その強化を図ったと考えられる。そして、同じ職制に組み込まれたことによって、それぞれの中小首長が同じ「金刺舎人」や「他田舎人」という擬似的な同族関係が生じるようになった。